# Ulica Jana Zamoyskiego w Krakowie
Ulica Jana Zamoyskiego – ulica w Krakowie, w dzielnicy XIII Podgórze, w Podgórzu. Biegnie od Rynku Podgórskiego do ulicy Henryka Kamieńskiego.

## Historia
Ulica Jana Zamoyskiego została wytyczona na terenie średniowiecznej wsi Czyżowa (Janowa Wola), stanowiła odcinek średniowiecznej drogi do Skawiny i Zatora. Wykorzystana jako ulica w ramach planu urbanizacji Podgórza ok. 1784 r.
W latach 60. XX w. przedłużona o część ul. Łagiewnickiej, pomiędzy ulicami Podskale i Przełęcz.

### Dawne nazwy
- Krzemionki
- Mickiewicza (od ok. 1890 do 1917)

## Zabudowa
Zachowane nieliczne parterowe i piętrowe domy z przełomu XVIII i XIX w., zabudowa głównie z końca XIX w. (według projektów m.in. J. Taborskiego, J. Donhaisera i S. Serkowskiego) i początku XX w.

### Ważniejsze budynki
- Nr 2 – kościół św. Józefa powstał w latach 1905–1909 według projektu Jana Sas-Zubrzyckiego na miejscu rozebranego kościoła z roku 1832. Pamiątką po starym kościele jest wznosząca się na tyłach nowej świątyni murowana dzwonnica z 1879 roku. Jest to największy kościół w Podgórzu.
- Nr 6 – Zespół Szkół Gastronomicznych Nr 2 im. prof. Odona Bujwida w Krakowie od 1992, dawny budynek szkolny Gimnazjum im. Tadeusza Kościuszki, powstał w latach 1886–1891 według projektu S. Serkowskiego.
- Nr 12 – dworek zbudowany w końcu XVIII w.
- Nr 18 – dworek Pod Lipkami z drugiej połowy XVIII w.
- Nr 50 – kinoteatr Wrzos zabytkowy, dawny przytułek Zgromadzenia Św. Wincentego á Paulo, powstał w latach 1887–1889. W roku 1956 przebudowany na kino Wrzos. Obecnie (rok 2021) wyburzany pod siedzibę teatru KTO
- Nr 56 – kościół Matki Boskiej Nieustającej Pomocy należący do zakonu redemptorystów. Powstał w pierwszych latach XX w. według projektu Jana Sas-Zubrzyckiego.
- Nr 58-60 – Krakowska Medyczna Szkoła Policealna nr 1 (nr 58) oraz Collegium Medicum Uniwersytetu Jagiellońskiego (nr 60), dawny budynek szkoły im. Juliusza Słowackiego z około 1910 r.
- Nr 71 – willa Podskale (róg ulicy Podskale 1) zbudowana w latach 20. XX w.

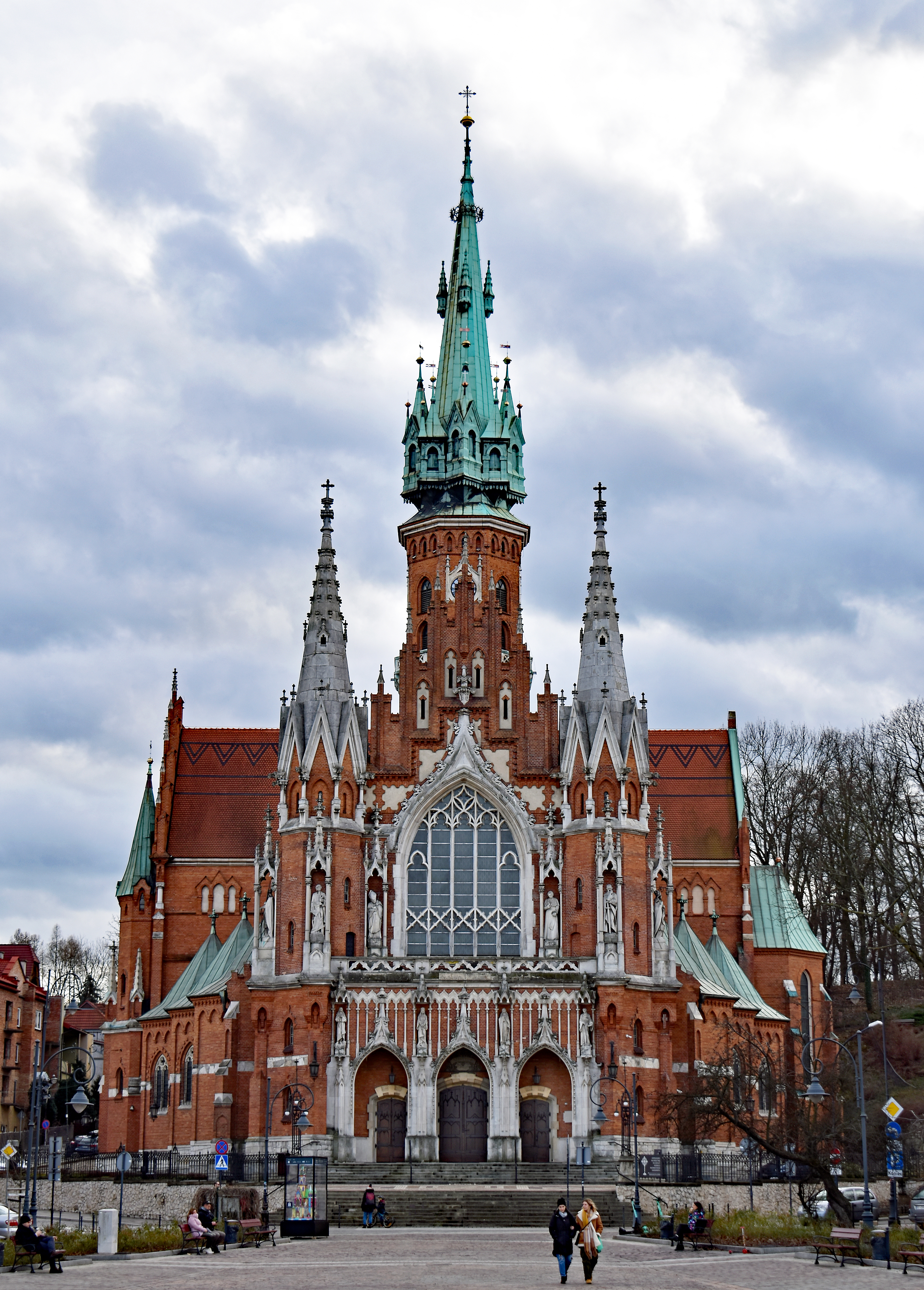
ul. Zamoyskiego 2 Kościół św. Józefa
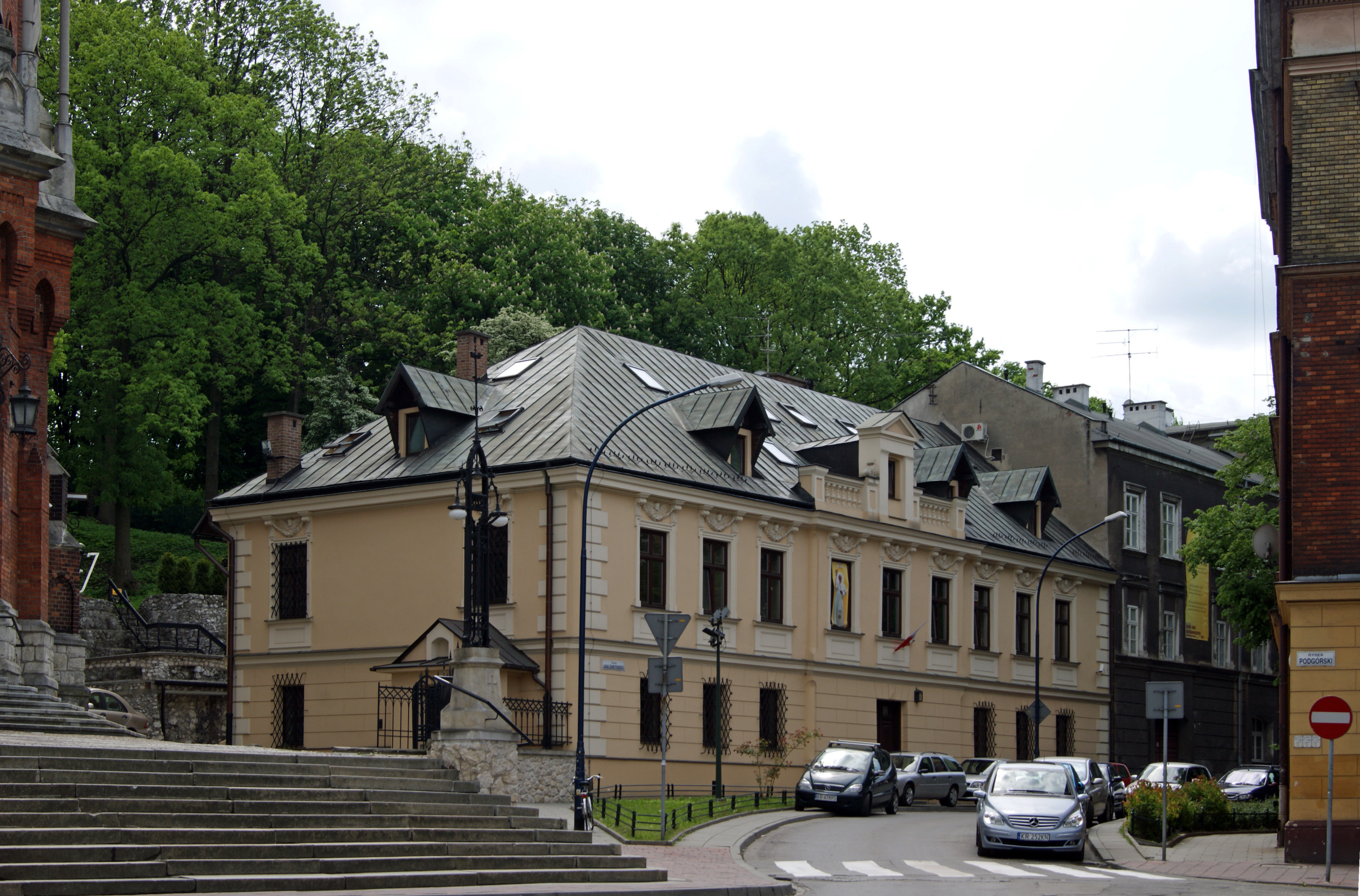
ul. Zamoyskiego 2 Dawna karczma, obecnie plebania
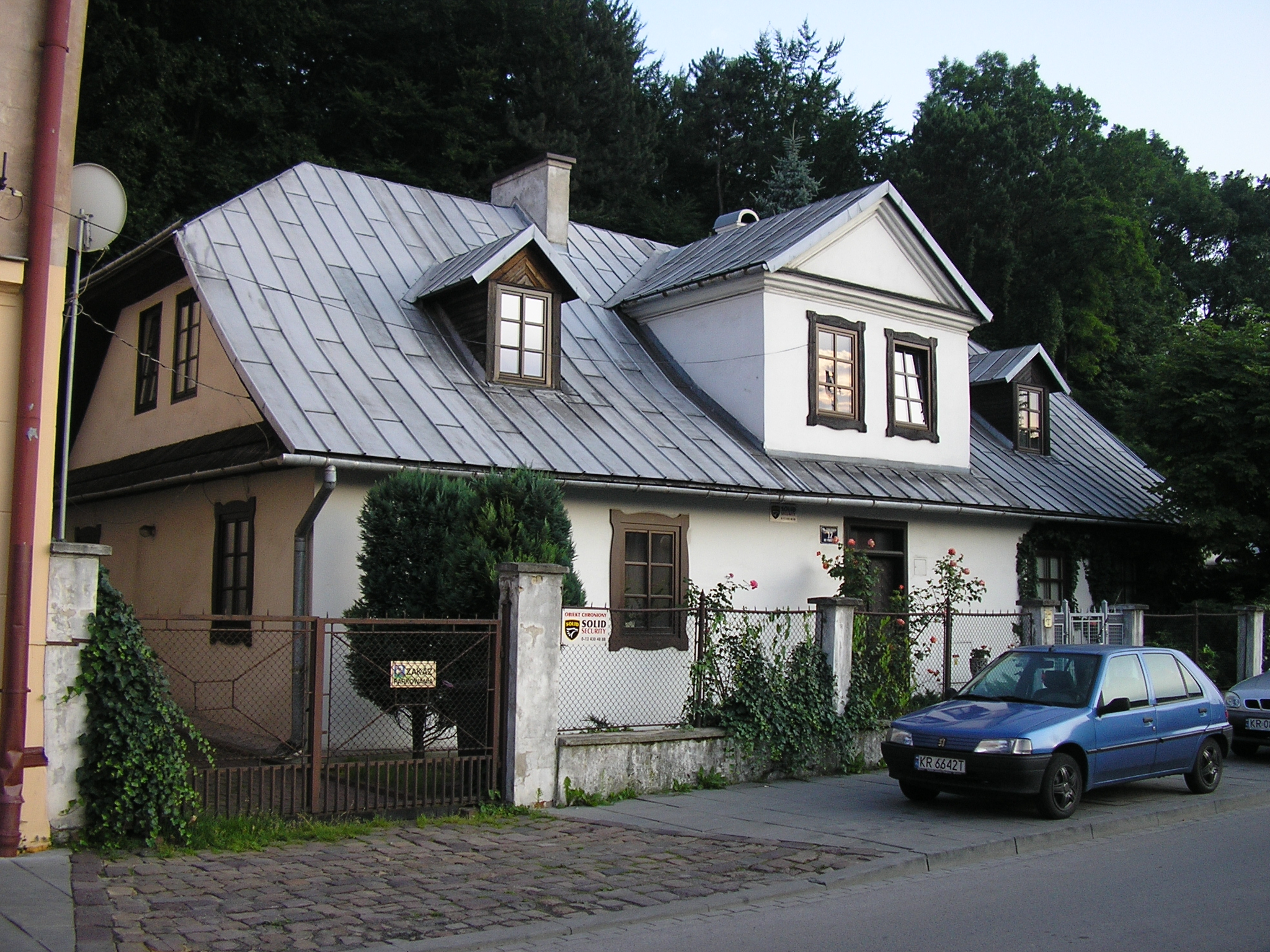
ul. Zamoyskiego 12 Dworek
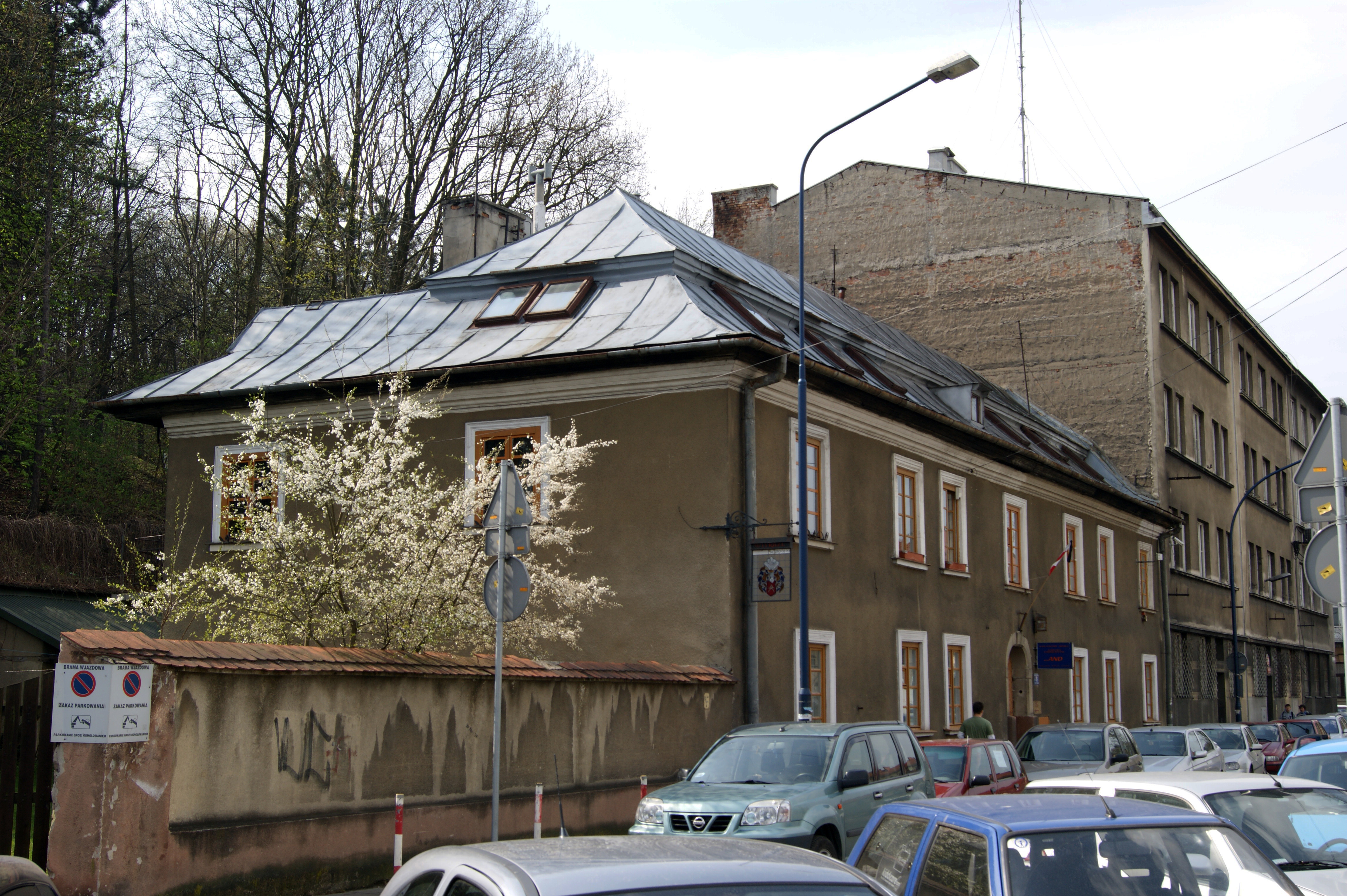
ul. Zamoyskiego 18 Dawna karczma, dom „Pod Lipkami”
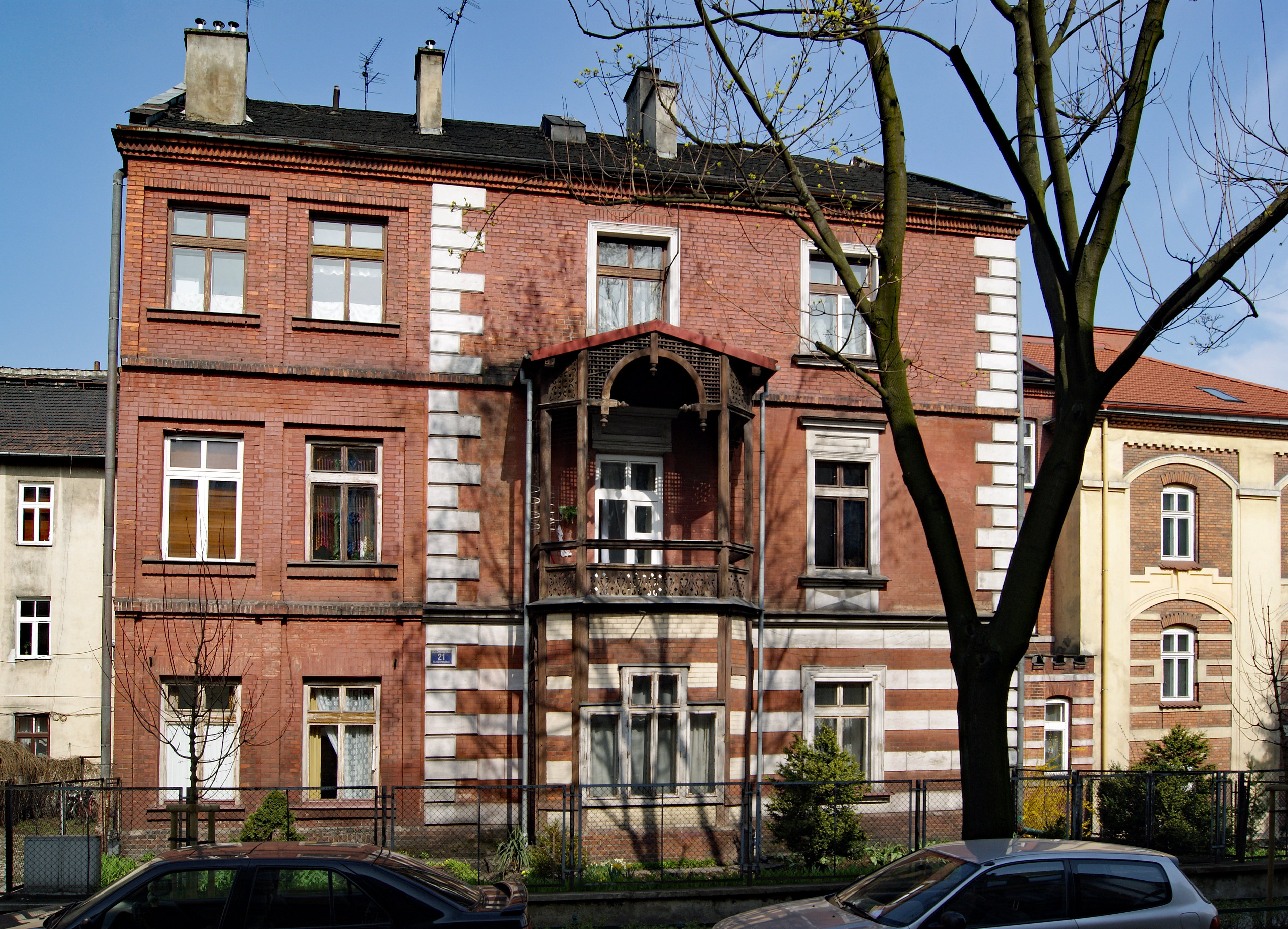
ul. Zamoyskiego 21 Kamienica (proj. Stanisław Serkowski, 1889)
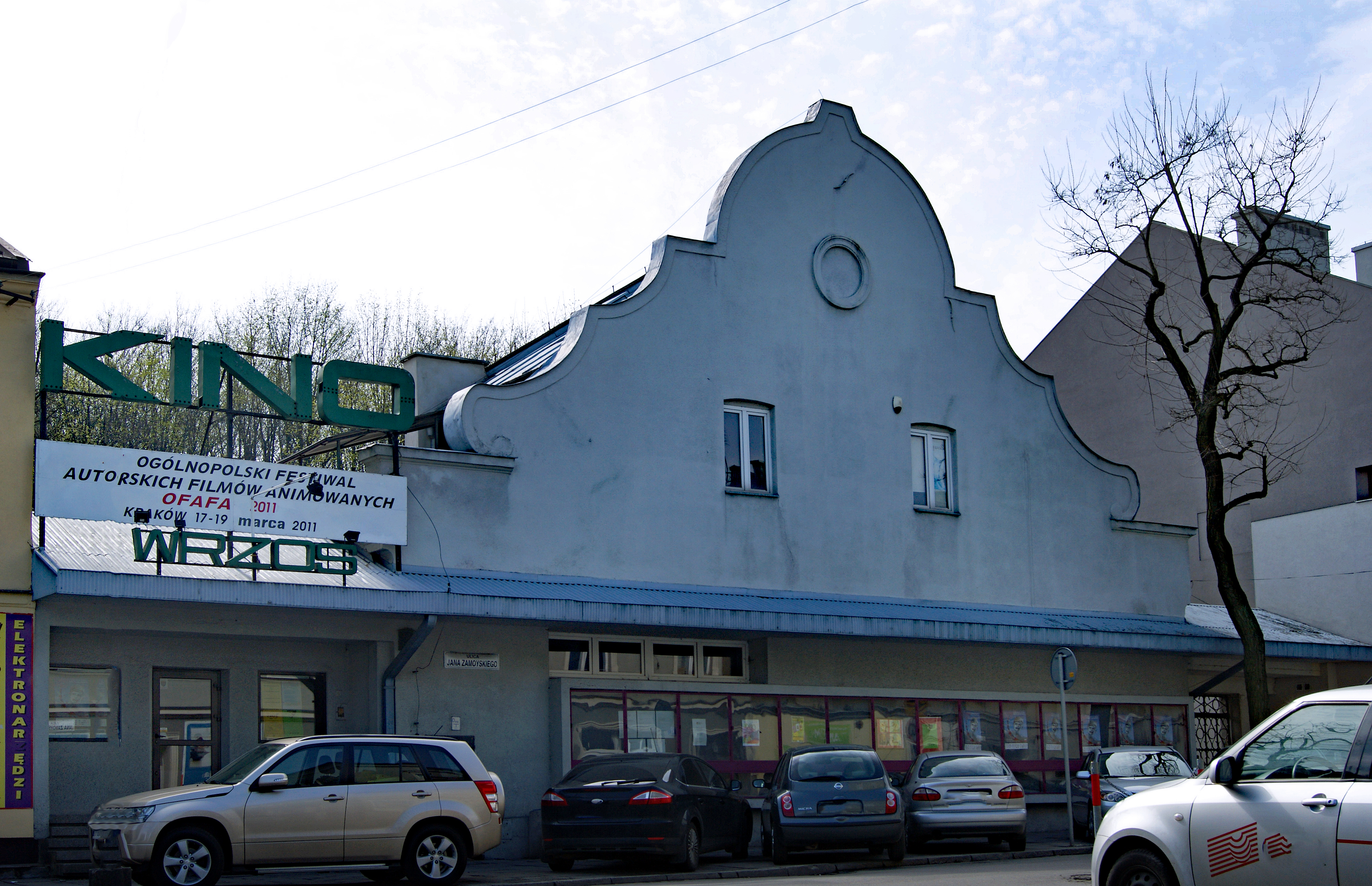
ul. Zamoyskiego 50 Budynek dawnego kina „Wrzos”
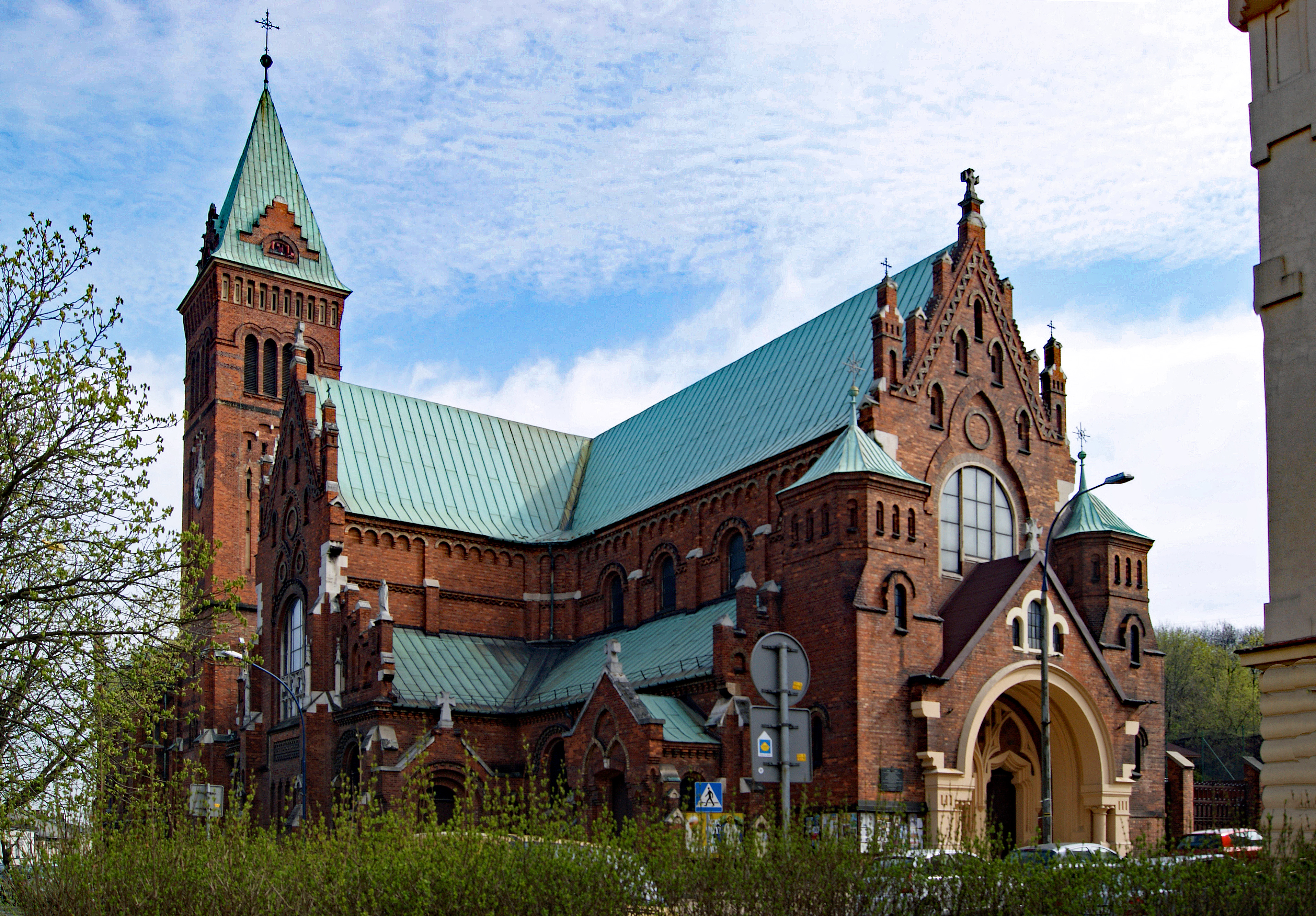
ul. Zamoyskiego 56 Kościół Matki Boskiej Nieustającej Pomocy
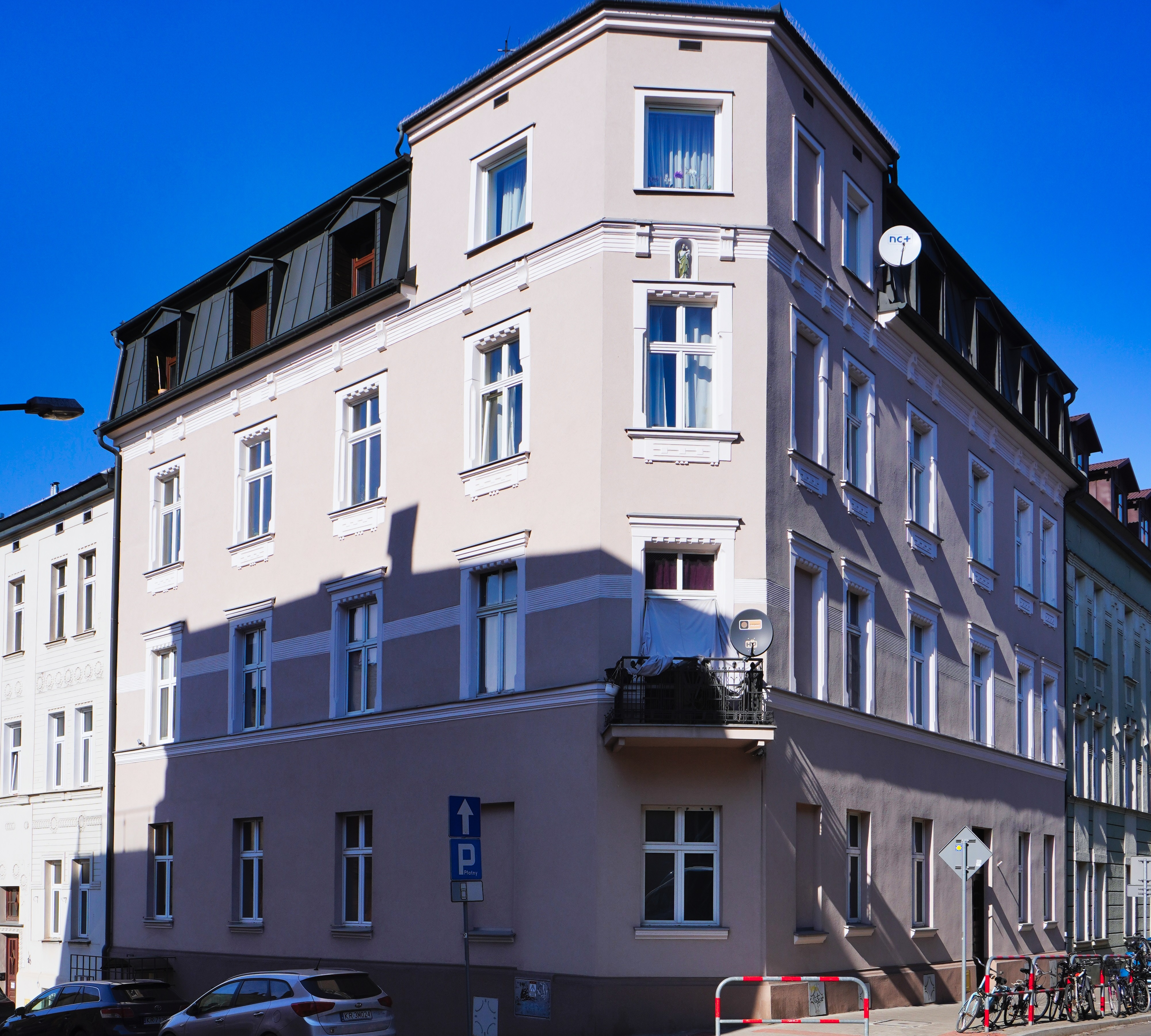
ul. Zamoyskiego 29 Kamienica (proj. Aleksander Sołtys, 1913)
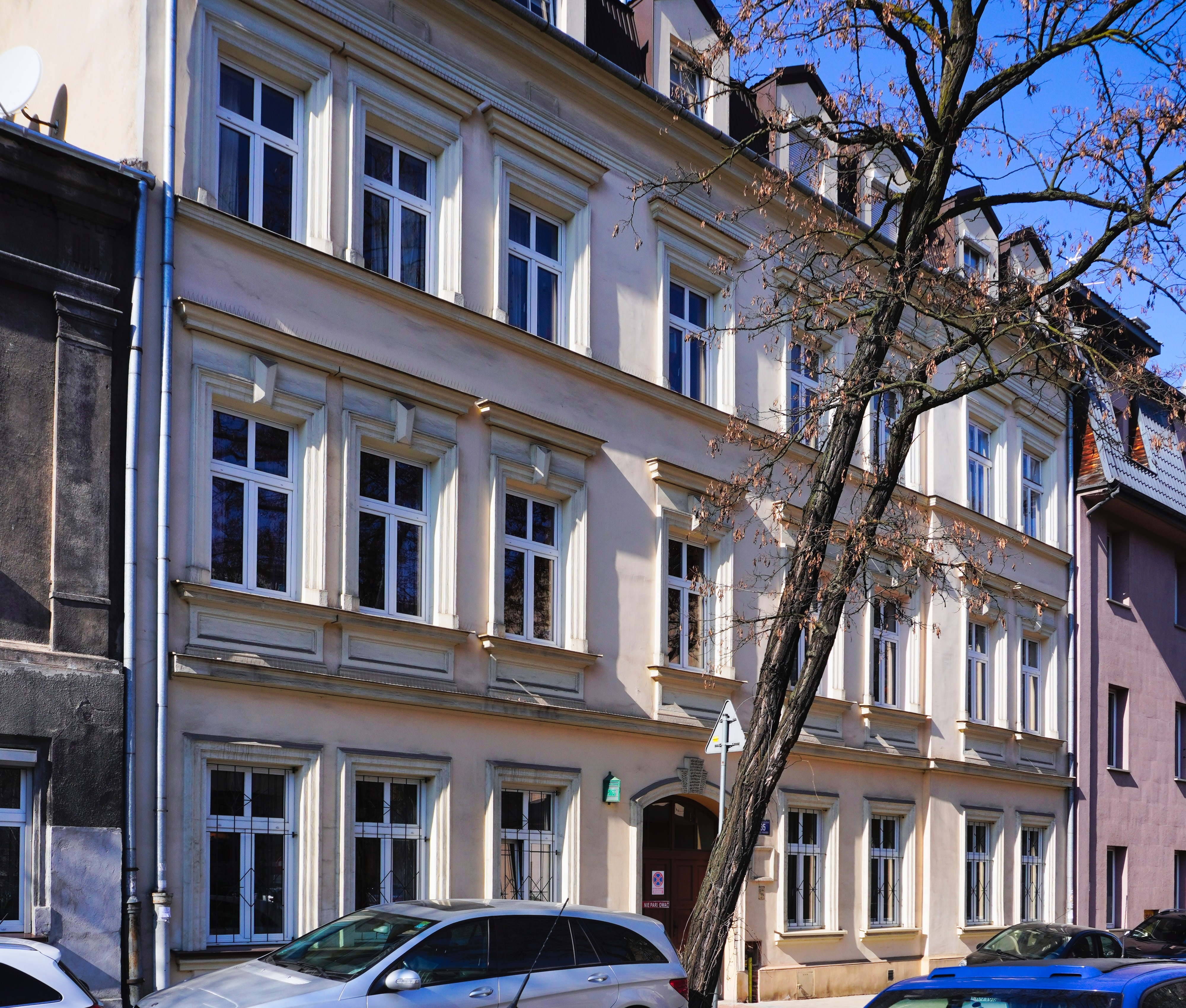
ul. Zamoyskiego 35 Kamienica (proj. Józef Donheiser, 1890)